# 지지 그라이스
지지 그라이스(Gigi Gryce, 1925년 11월 28일 ~ 1983년 3월 14일)는 미국의 재즈 색소폰 연주자, 플루트 연주자, 클라리넷 연주자, 작곡가, 예술가 그리고 교육자였다.
그의 연주 경력은 비교적 짧았지만, 그의 연주자, 작곡가, 예술가로서의 많은 작품들은 그의 시대에 꽤 영향력이 있었고 잘 알려져 있었다. 하지만 그라이스는 1960년대에 갑자기 재즈 활동을 그만두었다. 이것은 그의 매우 개인적인 성격에 더해 오늘날 그라이스에 대한 지식을 거의 얻지 못했다.